# Agnes Svensson
Agnes Frideborg Svensson, född 21 september 1910 i Glimåkra, Kristianstads län, död 9 maj 2001 i Vinslöv, Skåne län, var en svensk målare och tecknare.
Hon var dotter till lantbrukaren Sven Svensson och Mathilda Persson. Svensson utbildade sig via korrespondensstudier 1939–1942 och genom självstudier under resor till bland annat Norge, Danmark, Spanien, Tyskland och Island. Separat ställde hon bland annat ut Vinslöv 1960 och Hässleholm 1966 och hon medverkade i samlingsutställningar arrangerade av Kristianstads konstförening. Hennes konst består huvudsakligen av landskapsmotiv från de länder hon besökt. 